# Orlando de' Rossi
Orlando de' Rossi (Parmense, ultimi anni dell'XI secolo – Milano, post 1167) è stato un condottiero italiano Si considera capostipite dei Rossi di Parma.

## Biografia
Orlando Rubeus detto Orlando del Rosso nacque verso la fine dell'XI secolo nel parmense, probabilmente nel territorio di San Secondo Parmense o a Parma.
Egli è considerato il capostipite della famiglia dei Rossi di Parma, infatti nonostante l'Angeli cerchi di ricostruirne l'albero genealogico, fu Federico Rossi, figlio di Pier Maria III  che nei suoi Elogia lo definì "certissimus prolis caput", a sancire che non vi era memoria certa di membri precedenti di quella famiglia che con alterne fortune fu protagonista della politica del parmense per più di sette secoli.
In ogni modo l'origine di Orlando e della sua famiglia è senz'altro italiana in quanto le persone appartenenti alla sua casa professavano la legge romana.

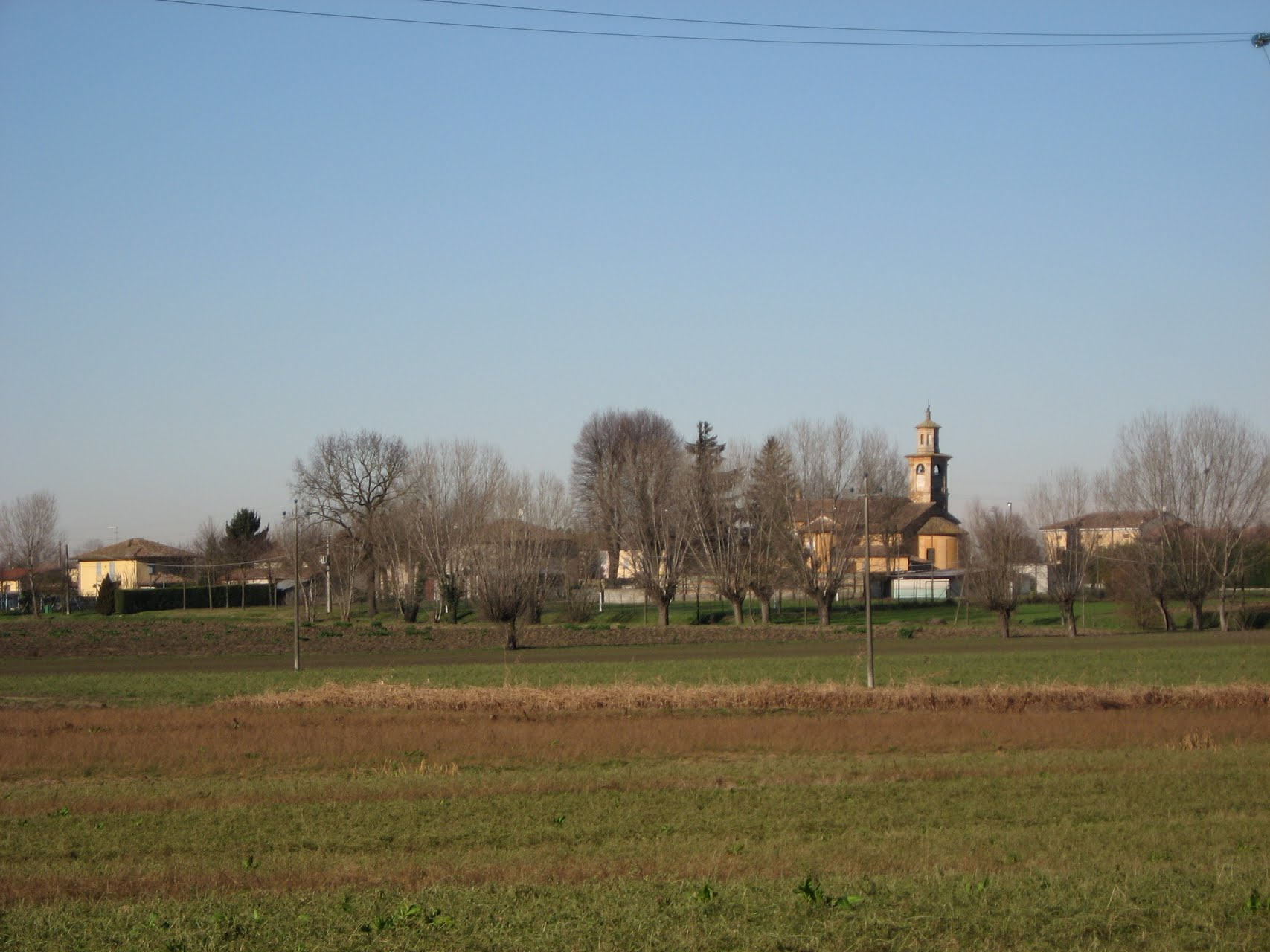
Località Castell'Aicardi, in primo piano il paleoalveo del Taro morto ove sorgeva un antico castrum. Qui vi erano i primi possedimenti noti dei Rossi

Con tutta probabilità i Rossi appartenevano alla piccola nobiltà rurale vassalla del Capitolo della Cattedrale di Parma fondato dal vescovo Guibodo sul finire del IX secolo
Ciò si può evincere dall'ubicazione dei primi possedimenti dei Rossi: è certo infatti che essi già nel 1147 possedessero dei beni nel contado di San Secondo: presso Castell'Aicardi e presso la Pieve di San Genesio territori soggetti alla giurisdizione del capitolo già dalla fine del X secolo.
Nonostante le origini non ricchissime, Orlando tuttavia si costruì un patrimonio cospicuo tanto che nel 1128 durante una grave carestia sovvenzionò con il proprio patrimonio i parmigiani.
Entrato al servizio della causa imperiale, si distinse al servizio di Federico Barbarossa tanto da venire nominato Vicario Imperiale per l'Italia dall'imperatore nel 1162. Orlando fu anche podestà di Parma sia nel 1162 che nel 1167. Secondo Federico Rossi Orlando fu anche cittadino di Reggio Emilia e Modena.
Morì in data ignota a Milano e fu sepolto nella chiesa di Santa Tecla.

## Discendenza
Non si conosce il nome della consorte, si sa che ebbe almeno due figli, di cui uno si chiamava Orlando come il padre, ramo principale della famiglia Rossi, mentre dell'altro, che resta ignoto il nome, si sa che a sua volta ha avuto un figlio chiamato Alberto che si distinse come diplomatico per Parma.